# Leming
Un leming este un rozător mic, care viețuiește mai ales în Arctic în biomurile de tundră. Lemingii formează subfamilia Arvicolinae (cunoscută și cu numele de Microtinae) împreună cu șoarecii și bizamii, care fac parte din superfamilia Muroidea, care include și șobolani, șoareci, hamsteri și gerbili. În cultura populară, un mit larg răspândit susține că aceștia prezintă mentalitate de turmă și sar de pe stânci, comițând sinucidere în masă.

## Descriere și habitat

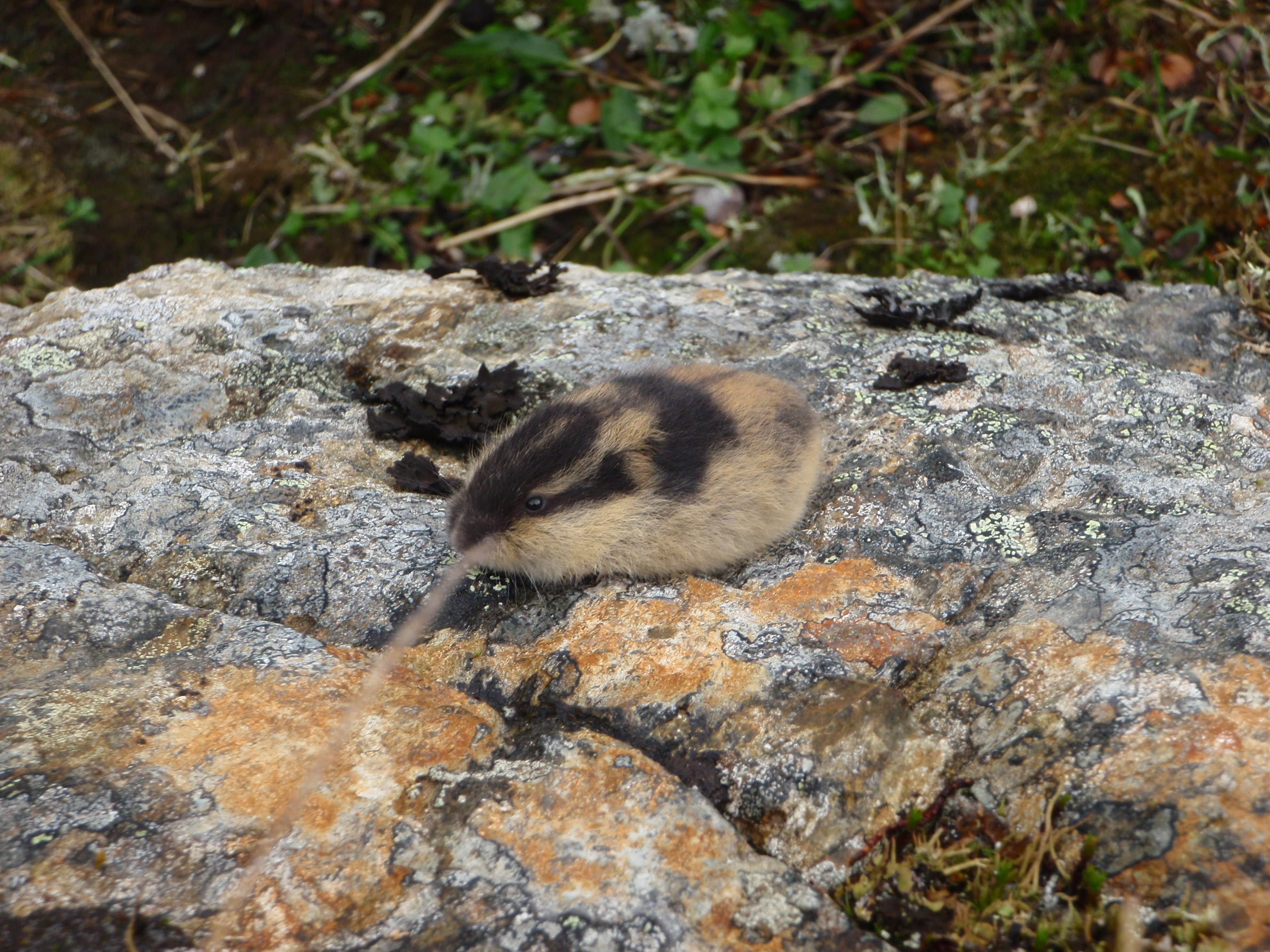
Un leming în parcul național Øvre Dividal în nordul Norvegiei

Lemingii măsoară în jur de 13-18 cm în lungime și cântăresc în jur de 23-34 g. Lemingii au o forma corpului destul de rotunjită, cu blană maro sau neagră, lungă și moale. Au o coadă foarte scurtă, un bot ciufulit, păros, picioare scurte și urechi mici. Au o gheară plată pe primul deget al labelor din față, ceea ce îi ajută să sape în zăpadă. Sunt erbivori, hrănindu-se mai ales cu mușchi și ierburi. De asemenea, ei caută hrană pe sub zăpadă pentru a găsi fructe de pădure, frunze, lăstari, rădăcini, bulbi și licheni. Lemingii consumă vegetația preferată în mod disproporționat față de prezența acesteia în habitatul lor. Ei digeră ierburi și rogoz mai puțin eficient decât speciile de șoareci înrudite. Ca și alte rozătoare, incisivii lor cresc continuu, permițându-le să consume hrană mult mai dură. Lemingii nu hibernează în timpul iernii nordice aspre. Ei rămân activi, găsind hrană prin zăpadă. Aceste rozătoare trăiesc iarna în sisteme mari de tuneluri sub zăpadă, care le protejează de prădători. Vizuinile lor au zone de odihnă, zone de toaletă și camere de cuibărit. Ei fac cuiburi din ierburi, pene și lână de bou moscat. Primăvara se deplasează pe terenuri mai înalte, unde trăiesc în lunci montane sau în păduri, înmulțindu-se continuu înainte de a se întoarce toamna în tundră.

## Comportament
La fel ca multe alte rozătoare, lemingii prezintă explozii periodice ale populației și apoi se împrăștie în toate direcțiile, căutând hrană și adăpost pe care habitatele lor naturale nu le pot oferi. Lemingul norvegian și lemingul brun sunt două dintre puținele vertebrate care se reproduc atât de repede încât fluctuațiile populației lor sunt haotice, și nu prezintă o creștere liniară până la o capacitate de suport sau oscilații regulate. Nu se știe de ce populațiile de lemingi au fluctuații atât de mari, aproximativ la fiecare patru ani, înainte ca numărul lor să scadă aproape la zero. Comportamentul și aspectul lemingului sunt semnificativ diferite de cele ale altor rozătoare, care sunt colorate discret și încearcă să se ascundă de prădătorii lor. Lemingii, prin contrast, au culori intense și comportament agresiv față de prădători și chiar față de observatorii umani. Se crede că sistemul de apărare al lemingilor se bazează pe aposematism (afișare de avertizare). Fluctuațiile populației de lemingi afectează comportamentul prădătorilor și pot duce la creșterea iruptivă a populațiilor de păsări de pradă, precum bufnițele polare, în zonele mai la sud. Mult timp s-a crezut că populația de lemingi variază ciclic, dar acum unele dovezi sugerează că populațiile de prădători, în special cele de hermină, ar putea fi mai strâns legate de fluctuația populației de lemingi.

## În cultura populară și mass-media
Concepția greșită a „sinuciderii în masă” a lemingilor este de lungă durată și a fost popularizată de o serie de factori.
Mitul a fost menționat în „The Marching Morons”, o nuvelă din 1951 de Cyril M. Kornbluth.
Lemingii apar și în nuvela din 1953 a lui Arthur C. Clarke „The Possessed”, unde impulsurile lor sinucigașe sunt atribuite persistenței a unei minți colective extraterestre, care posedase specia în trecutul preistoric.
Poate cea mai influentă și infamă prezentare a mitului a fost filmul Disney din 1958 White Wilderness, care a câștigat un premiu Oscar pentru film documentar și în care producătorii au aruncat lemingi de pe o stâncă ca să cadă și să se zdrobească pentru a contraface filmarea unei „sinucideri în masă”, precum și scene false ale migrației în masă. Un documentar al Canadian Broadcasting Corporation, Cruel Camera, a descoperit că lemingii folosiți pentru White Wilderness au fost aduși din Golful Hudson la Calgary, Alberta, Canada, unde, departe de a „se avânta în aer” (așa cum spune naratorul filmului), au fost de fapt aruncați de pe stâncă dintr-un camion de către echipa de filmare. Din cauza numărului limitat de lemingi la dispoziția lor, care în orice caz erau dintr-o subspecie greșită, scenele de migrare au fost simulate folosind unghiuri strânse ale camerei și o placă mare acoperită cu zăpadă.